# Pentti Holappa
Pentti Holappa (Ylikiiminki, 1927. augusztus 21. – Helsinki, 2017. október 10.) finn költő, író, politikus.
1972 februárja és szeptembere között kulturális és oktatási miniszter volt.

## Művei
Verseskötetek
- Narri peilisalissa (1950)
- Maan poika (1953)
- Lähellä (1957)
- Katsokaa silmiänne (1959)
- Valitut runot (1977)
- Viisikymmentäkaksi (1979)
- Pitkiä sanoja (1980)
- Vuokralla täällä (1983)
- Valaistu kaupunki Ruijan pimeydessä (1985)
- Savun hajua (1987)
- Keltainen viiri (1988)
- Maan päällä – taivaan alla. Kertovia runoja (1991)
- Sormenjälkiä tyhjässä (1991)
- Ankkuripaikka (1994)
- Älä pelkää! (1997)
- Rumpukalvolla (1999)
- Runot 1950–2000 (2000)
- Norsun ääni (2003)

Regények
- Yksinäiset (1954)
- Tinaa (1961)
- Perillisen ominaisuudet (1963)
- Pitkän tien kulkijat (1976)
- Kansliapäällikkö (1996)
- Ystävän muotokuva (1998)
- Kaksi kirjailijaa (2002)
- Mies miehelle (2006)

Novelláskötetek
- Peikkokuninkaat (1952)
- Muodonmuutoksia (1959)

Műfordítások
- Claude Simon:  Flanderin tie (1963, La Route des Flandres, 1960)
- Nathalie Sarraute: Kultaiset hedelmät (1964, Les Fruits d'or, 1963)
- Alain Robbe-Grillet: Labyrintissa (1964, Dans le labyrinthe, 1959, magyarul: Útvesztő, 1971)
- Claude Simon: Loistohotelli (1965, Le palace, 1962)
- Alfred Jarry: Kuningas Ubu eli Puolalaiset (1967, Ubu roi, 1896, magyarul: Übü király)

## Díjai
- Finlandia-díj (1998)